# 任村镇
任村镇，是中华人民共和国河南省安陽市林州市下辖的一个乡镇级行政单位。

## 行政区划
任村镇下辖以下地区：
任村、盘龙山村、赵家墁村、皇后村、石岗村、豹台村、后峪村、南丰村、白家庄村、石界村、井头村、杓铺村、木秋泉村、西坡村、小王庄村、仙岩村、石柱村、赵所村、盘山村、尖庄村、前峪村、马家岩村、芦家拐村、盘阳村、王目村、圪针林村、清沙村、杨耳庄村、石贯村、桑耳庄村、牛岭山村、古城村和木家庄村。

## 中国传统村落
2013年8月，任村村被评为第二批中国传统村落。